# Nanningosaurus
Nanningosaurus is een geslacht van plantenetende euorntihopode dinosauriërs behorende tot de Hadrosauridae dat tijdens het Late Krijt leefde in het gebied van het huidige China.

## Vondst en naamgeving
In 1991 werden bij Nanning, in de zuidelijke provincie Guangxi, in het Nalongbassin de skeletten gevonden van een sauropode en een hadrosauride. De vondsten werden in 1998 gemeld in de wetenschappelijke literatuur.
De typesoort Nanningosaurus dashiensis werd in 2007 benoemd en beschreven door Mo Jinyou, Zhao Zhongru, Wamg Wei en Xu Xing. De geslachtsnaam verwijst naar de stad Nanning. De soortaanduiding verwijst naar het dorp Dashi, waarvan de naam "Grote Steen" betekent. Dit betrof de hadrosauride; de sauropode werd in 2008 benoemd als Qingxiusaurus
Er zijn twee fossielen van Nanningosaurus gevonden. Het holotype NHMG8142 is opgegraven in een laag die vermoedelijk dateert uit het Maastrichtien. Het bestaat uit een gedeeltelijk skelet met schedel. Bewaard zijn gebleven: beide bovenkaaksbeenderen, het linkersquamosum, de onderzijde van het rechterquadratum, een stuk basioccipitale, het linkerdentarium, een dentaire linkertand, een halswervel, een linkerschouderblad, beide opperarmbeenderen, een linkerdarmbeen, een linkerdijbeen en beide scheenbenen. Een paratype, NHJM8143, bestaat uit een volledig rechterbovenkaaksbeen. De fossielen werden geprepareerd door Zhang Guobin en Zhou Shichu, die als externe experts daartoe werden aangetrokken. De exemplaren maken deel uit van de collectie van het Natural History Museum of Guangxi.

## Beschrijving

### Grootte en onderscheidende kenmerken
Nanningosaurus is een vrij grote hadrosauride. Gregory S. Paul schatte in 2010 de lichaamslengte op zevenenhalve meter, het gewicht op tweeënhalf ton.
De beschrijvers wisten een unieke combinatie van op zich niet unieke kenmerken vast te stellen. Het bovenkaaksbeen heeft een hoge en scherpe opgaande tak, terwijl de tak naar het jukbeen verkort is en er een duidelijk facet is als raakvlak met het traanbeen. Het opperarmbeen is lichtgebouwd met een lage ronde deltopectorale kam. Bij het quadratum is het vlak van het kaakgewricht overdwars breed terwijl er boven  e buitenste gewrichtsknobbel maar een ondiepe inkeping is aan de voorrand voor het contact met het quadratojugale. De dentaire tanden hebben een golvende voorrand en een secundaire verticale richel. Het aantal tandposities is relatief gering. De schacht van het zitbeen is over het grootste deel van zijn lengte recht maar de achterrand kromt naar boven vlak boven de "voet".

### Skelet
Het bovenkaaksbeen is zesentwintig centimeter lang. De scherpe opstaande tak van het bovenkaaksbeen is tamelijk achteraan gelegen, met een verticale achterrand en een haakvormige punt. Aan de voorste bovenzijde ervan bevindt zich het facet met het traanbeen. Er zijn zevenentwintig tandposities. De tanden zijn lansvormig en veel langer dan breed. Alleen hun buitenzijde heeft email. De achterste tak van het squamosum is langwerpig en hangt vrijwel haaks af. De achterhoofdsknobbel heeft een ovale omtrek.
De onderkaak heeft achteraan een zeer hoge en aan de top verbrede processus coronoides die iets naar voren helt. Opmerkelijk is dat de tandrij naar achteren verder dan de top doorloopt, een typisch hadrosauride kenmerk. Het dentarium heeft minstens zevenentwintig tandposities. De dentaire tand heeft een primaire verticale richel aan de buitenzijde lopen met aan de voorzijde daarvan een evenwijdige secundaire richel. Aan de basis lopen de richels iets uiteen. De vertandingen zijn vrij klein en afgerond.
Het schouderblad is aan de zijde van het ravenbeksbeen massief gebouwd. Het opperarmbeen is lichtgebouwd met een weinig afstaande en afgeronde deltopectorale kam maar de onderste gewrichtsknobbels vormen een opvallende verbreding overdwars.
Het zitbeen is lang en robuust. De schacht is sterk overdwars afgeplat. De "voet" is relatief klein.
Het dijbeen is lang en robuust. De dijbeenkop is groot en bolvormig. De schacht is recht en van voor naar achter afgeplat. De vierde trochanter vormt een klein driehoekig uitsteeksel op halve hoogte aan de binnenste achterzijde. De onderste gewrichtsknobbels zijn sterk van voor naar achter verbreed, gescheiden door een bijna tunnelvormige groeve. Ze raken elkaar net niet boven de intercondylaire groeve. Het scheenbeen is van een algemene hadrosauride bouw.

## Fylogenie
Nanningosaurus is een hadrosauride die volgens een eerste kladistische analyse behoort tot de Lambeosaurinae en daarin een basale positie heeft. Door het beperkte materiaal is die positie echter niet sterk ondersteund. Nanningosaurus is de eerste hadrosauride die uit het zuiden van China benoemd is.